# Alttürkische Sprache
Die alttürkische Sprache (auch Orchon- oder Runen-Türkisch) ist die früheste schriftlich bezeugte Turksprache. Sie kam unter den Köktürken auf und wurde ungefähr vom 7. bis 17. Jahrhundert n. Chr. verwendet. Die Sprache der Manuskripte ab dem 9. Jahrhundert wird auch als Altuigurisch bezeichnet.
Der Name Alttürkisch darf nicht im Sinne einer direkten Vorgängerform des heutigen Türkischen interpretiert werden. Das Alttürkische ist eine frühe Form der sibirischen oder nordöstlichen Turksprachen, während das Türkische zur oghusischen oder Südwest-Gruppe der Turksprachen gehört.
Auch der Name Altuigurisch darf nicht im Sinne einer direkten Vorgängerform des heutigen Uigurischen verstanden werden. Das Altuigurische ist mit dem West-Yugurischen, das zum sibirischen Zweig gehört, am nächsten verwandt oder sogar eine frühe Form davon, während das sogenannte moderne Uigurisch vom Tschagataischen abstammt und zur karlukischen oder Südost-Gruppe der Turksprachen gehört. Zur Klassifikation siehe den Artikel Turksprachen.

## Phonologie
Das Alttürkische hat neun unterschiedliche Vokale: a, e, ė, i, ï, o, ö, u, ü, die sich nur in der ersten Silbe eines Wortes unterscheiden, an anderer Stelle sind es lediglich vier Klassen: a, e, ï, i.
Das Konsonantensystem unterscheidet stimmlos, stimmhaft (mit frikativen Varianten) und nasal:
- labial: p, v (β), m;
- dental: t, d (δ), n;
- palatal: č, y, ń;
- velar: k (q, χ), g (γ), ŋ;
- sibilant: s, š, z;
- liquid: r, l.

### Einführungen und Grammatiken
- Bibliographie alttürkischer Studien. Ausgewählt und chronologisch angeordnet von Volker Adam, Jens Peter Laut und Andreas Weiss. Nebst einem Anhang: Alphabetisches Siglenverzeichnis zu Klaus Röhrborn: Uigurisches Wörterbuch, Lieferung 1–6 (1977–1998). Wiesbaden 2000.
- Marcel Erdal: A Grammar of Old Turkic. Handbook of Oriental Studies, Section 8 Uralic & Central Asia, Brill, Leiden 2004.
- Marcel Erdal: Old Turkic. In: Lars Johanson and Eva A. Csato (Hrsg.): The Turkic Languages. Routledge, London – New York 1998.
- Marcel Erdal: Old Turkic Word Formation: A Functional Approach to the Lexicon. Turcologica, Harrassowitz, Wiesbaden 1991.
- Annemarie von Gabain: Alttürkische Grammatik. 3. Aufl. Wiesbaden 1974.
- Wolfgang-E. Scharlipp: Die alttürkische Literatur – Einführung in das vorislamische Schrifttum. Engelschoff: Verlag auf dem Ruffel 2005.
- Wolfgang-E. Scharlipp: An Introduction to the Old Turkish Runic Inscriptions / Eski Türk Run Yazıtlarına Giriş. Engelschoff: Verlag auf dem Ruffel 2000.
- Talat Tekin: A Grammar of Orkhon Turkic. Uralic and Altaic Series Vol. 69, Indiana University Publications, Mouton and Co. 1968.

### Wörterbücher
- Sir Gerard Clauson: An Etymological Dictionary of Pre-Thirteenth-Century Turkish. Oxford 1972
- Uigurisches Wörterbuch: Sprachmaterial der vorislamischen türkischen Texte aus Zentralasien; begonnen von Klaus Röhrborn im Auftrag der Akademie der Wissenschaften zu Göttingen, herausgegeben von Jens Peter Laut; seit der Neubearbeitung 2010 mit dem Paralleltitel: Uygurca sözlük: i̇slam öncesi̇ orta asya türkçe meti̇nleri̇n di̇l marlzemesi̇. Als abgeschlossene Teile existieren bisher:

- Klaus Röhrborn: Uigurisches Wörterbuch: Sprachmaterial der vorislamischen türkischen Texte aus Zentralasien: Neubearbeitung. Band 1: Verben. Teil 1: ab- – äzüglä-. Franz Steiner Verlag, Stuttgart 2010, ISBN 978-3-515-09815-1 (i–civ, 1–213).
- Zekine Özertural (unter Mitwirkung von: Klaus Röhrborn): Uigurisches Wörterbuch: Sprachmaterial der vorislamischen türkischen Texte aus Zentralasien. Band 1: Verben, Teil 2: edäd- – iztä-. Franz Steiner Verlag, Stuttgart 2020, ISBN 978-3-515-12613-7 (i–xxiii, 1–148).
- Klaus Röhrborn: Uigurisches Wörterbuch: Sprachmaterial der vorislamischen türkischen Texte aus Zentralasien: Neubearbeitung. Band 2: Nomina, Pronomina, Partikeln. Teil 1: a - asvık. Franz Steiner Verlag, Stuttgart 2015, ISBN 978-3-515-11006-8 (i–xxvi, 1–307 Seiten).
- Klaus Röhrborn: Uigurisches Wörterbuch: Sprachmaterial der vorislamischen türkischen Texte aus Zentralasien: Neubearbeitung. Band 2: Nomina – Pronomina – Partikeln. Teil 2: as – äzük. Franz Steiner Verlag, Stuttgart 2017, ISBN 978-3-515-11862-0 (i–xxx, 1–359 Seiten).

Es existiert ein derzeit (Stand: 2021) noch nicht abgeschlossenes digitales Projekt „Uigurisches Wörterbuch“ des „Seminars für Turkologie und Zentralasienkunde“ der Georg-August-Universität Göttingen in Kooperation mit dem Kompetenzzentrum für elektronische Erschließungs- und Publikationsverfahren in den Geisteswissenschaften an der Universität Trier und in Verbindung mit dem Franz Steiner Verlag Stuttgart, das gegenwärtig die Stichwörter von ab- bis äzüglä- umfasst. In der noch im Aufbau befindlichen Internet-Präsentation sind zunächst nur die Verben verfügbar. Online-Zugriff: „Uigurisches Wörterbuch“
- Jens Wilkens: Handwörterbuch des Altuigurischen: Altuigurisch – Deutsch – Türkisch / Eski Uygurcanın El Sözlüğü: Eski Uygurca – Almanca – Türkçe. Hrsg.: Akademie der Wissenschaften zu Göttingen. Universitätsverlag Göttingen, Göttingen 2021, ISBN 978-3-86395-481-9, doi:10.17875/gup2021-1590 (i–ix, 1–929, PDF). Lizenz: Creative Commons Attribution CC BY-SA 4.0.